# Nathalie, l'amour s'éveille
Pour plus de détails, voir Fiche technique et Distribution.
Nathalie, l'amour s'éveille est un film français réalisé par Pierre Chevalier et sorti en 1969.

## Synopsis
Présenté comme le premier film sur l'éducation sexuelle, qui fait pâle figure aujourd'hui dans ce domaine... Un documentaire sur l'accouchement (en couleurs) proposé par le docteur : Marcel Charvey.

## Fiche technique
- Titre : Nathalie, l'amour s'éveille
- Réalisation : Pierre Chevalier (pseudonyme : Peter Knight)
- Conseiller technique : Francis Rouah
- Scénario : Bob Sirens et Pierre Chevalier
- Photographie : Gérard Brissaud
- Montage : Yolande Marin
- Production : Eurociné
- Noir et blanc et couleurs
- Pays d'origine :  France
- Durée : 88 minutes
- Date de sortie : France - 15 janvier 1969

## Distribution
- Anne Talbot : Elsa
- Dominique Prado: Nathalie, la sœur d'Elsa
- Simone Berthier : la mère d'Elsa
- Daniel Bellus : Patrick
- Chantal Broquet : Fabienne
- André Chanu : le père d'Elsa
- Marcel Charvey : le médecin
- Jean Roche
- Olivier Descamps
- Joël Monteilhet
- Alice Arno